# Cascada Barskoon
Cascada Barskoon es un área geológica protegida ubicada en el distrito de Jeti-Oguz en la provincia de Ysyk-Kol en el país asiático de Kirguistán, a 90 km al suroeste de Karakol en uno de los afluentes del río Barskaun. En 1975, se estableció como área protegida.